# Lista de consortes reais das Duas Sicílias
Esta é uma lista de consortes reais do Reino das Duas Sicílias.

## Consortes das Duas Sicílias

### Casa de Bonaparte
| Nome                                                             | Imagem                                                | Nascimento                                         | Casamento e descendência                 | Morte                      | Armas |
| ---------------------------------------------------------------- | ----------------------------------------------------- | -------------------------------------------------- | ---------------------------------------- | -------------------------- | ----- |
| Maria Anunciata Carolina 1 de agosto de 1808 – 3 de maio de 1815 | Carolina Bonaparte, Rainha-Consorte das Duas Sicílias | 25 de março de 1782 filha de Carlo Maria Bonaparte | Joaquim I 20 de janeiro de 1800 4 filhos | 18 de maio de 1839 57 anos |       |

### Casa de Bourbon
| Nome                                                                    | Imagem                                 | Nascimento                                                  | Casamento e descendência                    | Morte                          | Armas                             |
| ----------------------------------------------------------------------- | -------------------------------------- | ----------------------------------------------------------- | ------------------------------------------- | ------------------------------ | --------------------------------- |
| Maria Isabel da Espanha 4 de janeiro de 1825 – 8 de novembro de 1830    | Maria Isabel, Rainha das Duas Sicílias | 6 de julho de 1789 filha de Carlos IV da Espanha            | Francisco I 6 de julho de 1802 12 filhos    | 13 de setembro de 1848 59 anos | Armas da Rainha das Duas Sicílias |
| Maria Cristina de Saboia 21 de novembro de 1832 – 21 de janeiro de 1836 |                                        | 14 de novembro de 1812 filha de Vítor Emanuel I da Sardenha | Fernando II 21 de novembro de 1832 1 filho  | 21 de janeiro de 1836 23 anos  | Armas da Rainha das Duas Sicílias |
| Maria Teresa da Áustria 27 de janeiro de 1837 – 22 de maio de 1859      |                                        | 31 de julho de 1816 filha de Carlos, Duque de Teschen       | Fernando II 27 de janeiro de 1837 12 filhos | 8 de agosto de 1867 51 anos    | Armas da Rainha das Duas Sicílias |
| Maria Sofia da Baviera 22 de maio de 1859 – 20 de março de 1861         |                                        | 4 de outubro de 1841 filha de Maximiliano da Baviera        | Francisco II 3 de fevereiro de 1859 1 filha | 19 de janeiro de 1925 83 anos  | Armas da Rainha das Duas Sicílias |